# AI네트워크
AI네트워크(AI Network, AIN)는 인공지능 개발자들을 위한 공유 네트워크를 표방하는 암호화폐이다. 구글, 네이버 출신이 설립한 인공지능 및 블록체인 개발사 커먼컴퓨터]]가 개발했다. 화폐 단위는 AIN으로 거래 가능한 거래소는 고팍스와 유니스왑이다.

## 개요
AI네트워크(AIN)는 인공지능 개발과 실행 과정에서 개발자가 인공지능 공유 네트워크(AI Network)에서 필요 자원을 적정량만큼 쉽게 빌려 쓰고 결제할 수 있는 클라우드 플랫폼이다. 클라우드 컴퓨팅의 화두는 운영체계 등의 인프라와 무관하게 어디서든 배포와 실행이 가능한 컨테이너인데, 컨테이너가 적용된 기술을 클라우드 네이티브 컴퓨팅이라 부른다. 컨테이너들은 하나로 동작하지 않고 수 만개 또는 그 이상의 컨테이너들이 조합해 네트워크된 것이 결국 인공지능이라 천문학적 인프라가 필요하다. 구글 같은 경우는 2조 개의 컨테이너 기반으로 돌아가고 있다고 알려진다. 
AI네트워크(AIN)는 블록체인을 기반으로 AI 기술 및 서비스 개발에 필요한 대규모 컴퓨팅 자원을 실시간으로 공유할 수 있도록 하고 자원을 빌려쓴 만큼 암호화폐로 결제할 수 있게 했다. 이 같은 방식으로 개인이나 중소 개발자들은 장비 구축이나 운영에 들어가는 천문학적 비용을 줄일 수 있다. 또 이 과정을 생략하게 되면 개발자들은 개발에만 집중할 수 있는 환경이 만들어진다. 또 복잡하고 시간이 오래 걸리는 연산은 체인 외부(오프체인)에서 이뤄지고 그 결과의 평가를 위한 통신만 블록체인에 기록되어(온체인) 트랜잭션 속도도 빨라질 수 있다. 
개발사 커먼컴퓨터는 구글 소프트웨어 엔지니어 출신이 창업한 회사다. 네이버, 삼성 등 굵직한 IT개발사 출신의 개발자들이 포진해 있다. AI네트워크는 AIN을 7억 개 발행 했으며 그 중 약 3천 만 개가 시장에 나와 있다.

## 특징

### 오픈 리소스 기반
1984년 MIT 대학 컴퓨터 학자 리처드 스톨먼이 오픈 소스의 포문을 연 이래 구글, 마이크로소프트 같은 대기업들이 오픈 소스로 인공지능 공개 소프트웨어를 제공하기에 이르렀다. 하지만 여전히 이를 학습시키기 위한 막대한 자금과 컴퓨팅 자원이 필요하다는 것은 한계로 남아 있다. AI네트워크는 여기에서 착안해 오픈 소스에서 한 발 더 나아간 ‘오픈 리소스’를 주창했다.
개발자는 보통 서버 여러 대를 구축해 두는데 자신이 컴퓨터를 이용하지 않는 시간에 다른 사람에게 공유할 수 있다. 잠자는 시간 동안 빌려주고 그 대가로 받은 보상을 활용해 자신이 필요한 시간에 다른 사람의 자원을 빌려쓰기도 하는 개념이다.
오픈 리소스를 통해 개발자와 자원 제공자는 분리된다. 지금까지는 개발자가 직접 막대한 컴퓨팅 자원을 들여 개발을 해야 했다면 AI 네트워크 블록체인에서는 ‘자원 제공자’가 또 다른 주체로 등장한다. AI네트워크는 개발자와 자원 제공자를 매개해 오픈소스 솔루션을 안정적으로 활용할 수 있는 ‘플랫폼’을 제공하게 된다. 이런 방식으로 개발자들의 몫이었던 자원 관리 책임과 비용을 분산시켜 양 쪽 모두에게 이득이 되는 환경을 만드는 것이 AI네트워크의 목표다. 가지고 있는 몇 가지 특징을 살펴보면 다음과 같다. 

### 상호 운용성
AI 네트워크 블록 체인은 무허가 블록체인으로 전 세계 모든 컴퓨터가 검증자 노드 또는 자원 제공자로 자유롭게 참여할 수 있다. 서비스를 시작하는 개발자는 권한 설정을 구성할 수 있는데 특정 요구 사항을 충족하는 주체만이 배포된 특정 프로그램의 리소스 노드가 될 수 있다. 무허가 노드로 구성된 AI 네트워크 블록체인은 합의된 규칙에 따라 블록체인을 감시하는 자원 제공자들에 의해 운영된다. 요약하면 AI네트워크는 전세계 개발자들이 참여해 상호 운용 가능한 인공지능 클라우드 개발 생태계를 만들어가는 탈중앙화된 P2P플랫폼이다.

### 창조성
인공지능 개발자들이 더 효율적이고 안정적인 환경에서 자원 제약 없이 개발에 집중할 수 있도록 컴퓨터 자원 제한 문제를 해결한다.

### 글로벌 백엔드 인프라
소유자와 국경 없는 플랫폼을 이용해 저비용으로 전세계적인 프로그램을 호스팅할 수 있다. 전세계를 하나로 묶는 공공 유틸리티와 같이 설계되고 관리된다.

### 윤리성
블록체인 생태계에서 개발자들은 AI 생태계의 무결성을 유지할 책임, 동시에 윤리를 갖춘 개발자들을 지원할 의무가 있다.

## 토큰 모델
AIN 토큰은 기본적으로 서비스를 구입하는 데 사용되는 ‘유틸리티 토큰’이다. AIN은 컴퓨팅 자원의 가격 측정을 상대적으로 쉽게 하기 위한 목적으로 만들어졌다. 특정 기간, 특정량의 컴퓨팅 자원 제공의 기준이 된다. 다시 말해 AIN코인을 가지고 있으면 양질의 백엔드 서비스 이용을 보장받을 수 있다.  
AIN 코인 보유 자체가 늘 정량의 GPU제공을 보장하는 것은 아니다. 안정성을 위해 자원 제공자와 솔루션 제공자(개발자)는 계약과 함께 일정량의 AIN 코인을 예치한다. 이 계약은 상호간에 안정적인 백엔드를 운용할 수 있도록 하는 동시에 AIN이 일관된 고유의 가치를 유지할 수 있도록 하는 중요한 역할을 한다.

## 주요 참여 기업
- 커먼컴퓨터: 인공지능 개발을 위한 공유 네트워크 제공 스타트이다.
- 래블업: 머신러닝 플랫폼 개발 기업이다.
- LINE Tech Plus / Unblock Ventures:일본과 아시아 최대의 메신저를 가지고 있는 LINE은 자회사 LINE Tech Plus의 토큰투자회사 Unblock을 통해 AIN 토큰 투자를 통한 파트너십을 맺었다. 투자액수는 미공개이다.

## 주요 서비스

### 아이나이즈(Ainize)
아이나이즈는 오픈소스 배포를 위해 설계된 서버리스 클라우드 플랫폼이다. 김민현 대표에 따르면 현재 1000 여 개의 솔루션이 모인 상태. 개발자들은 자원 걱정 없이 오픈소스 프로젝트 배포가 가능하다. 배포된 오픈소스는 API로 공유할 수도 있다. 개발자들이 소스코드 설치 없이 필요한 솔루션을 개발하는 서비스에 추가 가능하단 뜻이다. 아이나이즈를 통해 배포된 서비스는 AI네트워크 블록체인 클라우드에 기반해 운영되고 배포되도록 설계됐다. 활용 예시로는, 프랑스 박물관의 한 박물관이 아이나이즈에 배포된 흑백사진을 컬러로 바꿔주는 오픈소스 AI를 API로 호출해서 디지털 엽서를 제공하는 서비스를 제공하고 있다. 

## 파트너/ 제휴

### LG ETRI/서울대학교
LG ETRI와 서울대학교와 로봇 클라우드를 진행하고 있다. 그동안 여러 주체가 청소용 로봇, 서빙 로봇, 요리 로봇 등 수많은 로봇들을 개발하는 데 시간이 오래 걸렸다. 지능을 따로따로 개발했기 때문인데 개발에 2년, 최적화에만 2년이 소요되는 등 비효율을 해결하고자 AI네트워크를 활용하고 있다고 한다. AI네트워크가 클라우드에서 '공통 지능 증강 플랫폼'의 역할을 하고 있다는 것. 이 플랫폼 상에서 개발 상황을 공유하고 지능이 증강된 부분을 동시에 배포할 수 있다.

### 하나은행
하나은행은 블록체인 기반 기업금융을 본격 추진한다고 밝히며 비상장 주식 매매대금 결제를 지원하거나 스타트업들에 AI로 기술 평가 후 대출받는 서비스 등에 있어 기술 스타트업들과 활발히 교류하고 있다. 커먼컴퓨터도 블로코, 카사코리아 등 다른 블록체인 업체들과 함께 하나은행과 기술, 서비스 동맹을 하고 있다. 하나은행은 하나벤처스를 통해 개발사 커먼컴퓨터에 투자를 하기도 했다. 

### 카이스트, 한성대학교
구글코리아 시절 머신러닝 멘토링을 많이 다녔다고 밝히기도 해서인지 교육에도 많은 관심을 보이고 있다. 카이스트 창업원에 입주한 인공지능 스타트업을 대상으로 ‘아이나이즈’ 플랫폼을 제공하는 한편 한성대학교에도 AI 교육 플랫폼을 제공하는 등 교류 협력을 펼치고 있다.  과학기술정보통신부 사업인 소프트웨어 마이스터고 학생들의 웨비나 플랫폼 개발의 멘토도 맡았다.

### 클라우드 네이티브 컴퓨팅 재단(CNCF)
리눅스 재단 산하의 비영리 재단인 CNCF에 합류했다. CNCF에는 레드햇, AT&T, 시스코, 이베이, 골드만삭스, 구글, 인텔, IBM, 오라클, 애플 등이 합류해 있다.

### 기타 협력사
기타 협력사로 래블업과 공동으로 논스, 해치랩스, DSRV 등이 있다.

## 투자
AI네트워크의 개발사 커먼컴퓨터는, 2018년 10월 패스트인베스트먼트, 엑세스 벤처스, 스켈터랩스 대표로부터 초기 지분 투자를 유치한 이래 2019년 8월 KB인베스트먼트, HB인베스트먼트, 하나벤처스, 엑세스 벤쳐스가 참여한 30억 규모 시리즈A 투자도 유치했다. 시리즈A 투자를 리드한 KB인베스트먼트 측은 "인공지능 시대에 맞춰 자연스럽게 형성되고 있는 유휴 컴퓨팅 자원의 공유경제 시장에서 커먼컴퓨터의 기술이 주도적 역할을 할 것"이라는 기대감을 내비치기도 했다. 
지분 투자 외에 블록체인 프로젝트에 대한 토큰 투자는, LINE 산하의 LINE Tech Plus에서 2019년 AIN 토큰 투자를 단행하였다고 밝혔다.

## 전망
개발자들은 이미 오픈소스 생태계에서 자유롭게 코드를 공유하고 있다. 서비스를 운영하고 싶을 때는 구글, AWS 같은 서비스에 돈을 지불해야 한다. 대부분의 서비스는 충분한 돈을 벌지 못하기 때문에 적자를 면치 못하는 상황. AI 네트워크는 오픈소스에서 코드를 자유로이 공유한 후 배포까지 무료로 제공하기 때문에 프로그램을 즉시 서비스할 수 있다. 이 같은 면을 고려할 때 엄밀하게 따지면 경쟁자가 없는 상황. 개발자들이 개발에만 집중하도록 할 수 있는 플랫폼이 아직은 존재하지 않기 때문. 월 1만원 정도에 세계의 모든 오픈소스 프로젝트를 클라우드에서 간편히 실행할 수 있도록 하는 게 목표라고 한다. 이 같은 오픈 소스의 글로벌화는 곧 세계에서 가장 어려운 문제를 해결할 수 있는 '세계 컴퓨터'의 가능성을 엿보게 한다. AI 네트워크는 전 세계의 다양한 리소스 제공자들에 의해 운영되며 글로벌 개발자 커뮤니티에 의해 관리되기 때문이다.
코로나 팬데믹에 따라 글로벌 퍼블릭 클라우드 인프라 성장은 가속화 될 전망이다. 한 매체의 조사에 따르면 클라우드 인프라 시장은 2021년 35% 성장해 131조 원의 시장 규모를 가질 것으로 예측된다. 2021년 말에는 기업의 60%가 퍼블릭 클라우드 플랫폼에서, 개발자의 25%가 서버리스에서 ‘컨테이너’를 활용할 것으로 예측했다.